# Air Atlanta Europe
Air Atlanta Europe es una aerolínea con base en Malta y una compañía hermana de Air Atlanta Icelandic, ambas operan bajo la marca Air Atlanta. La aerolínea se especializa en operaciones ACMI (Aircraft, Crew, Maintenance, and Insurance) y vuelos chárter para clientes globales.

## Historia

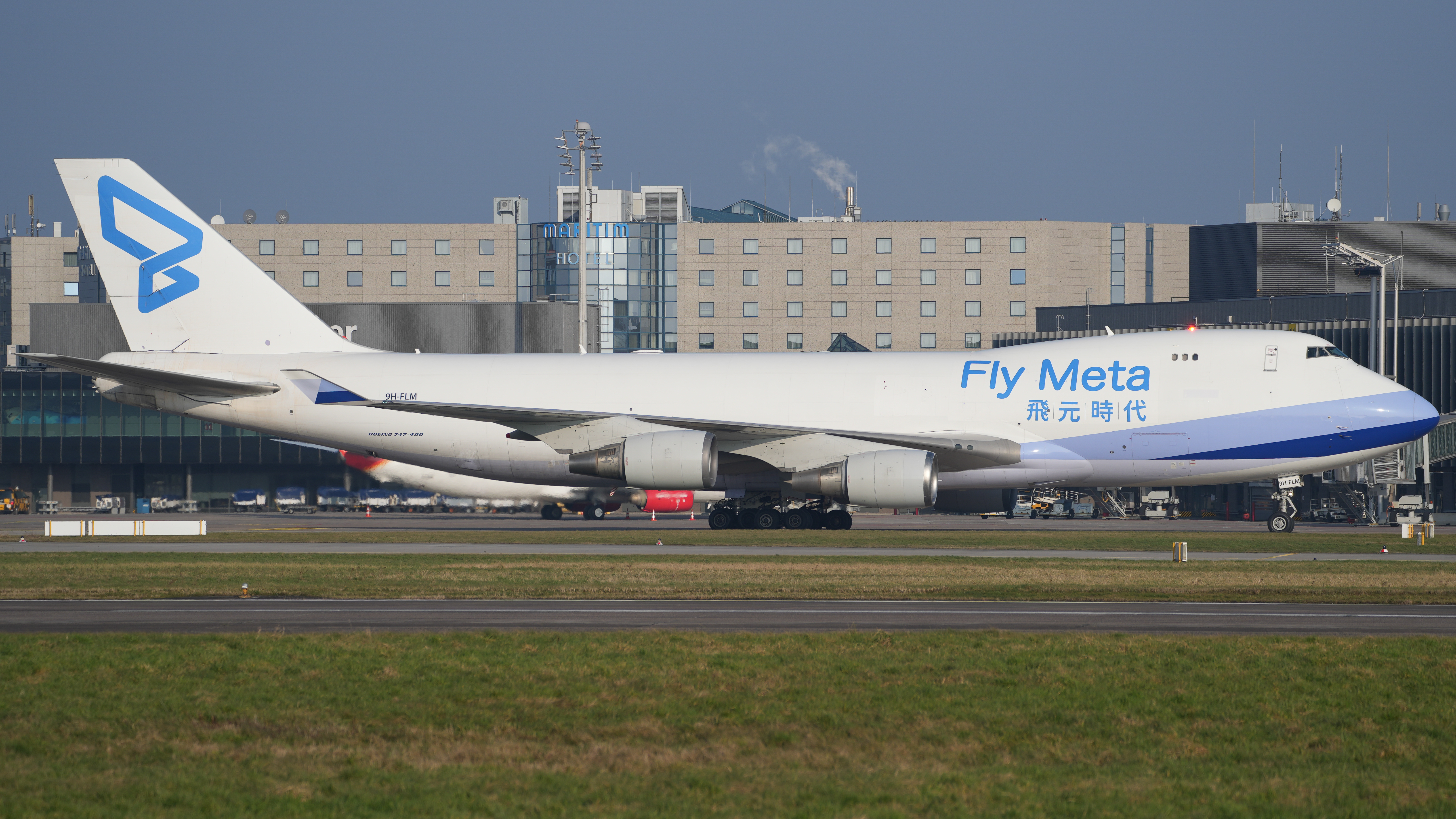
Boeing 747 de Air Atlanta Europe.

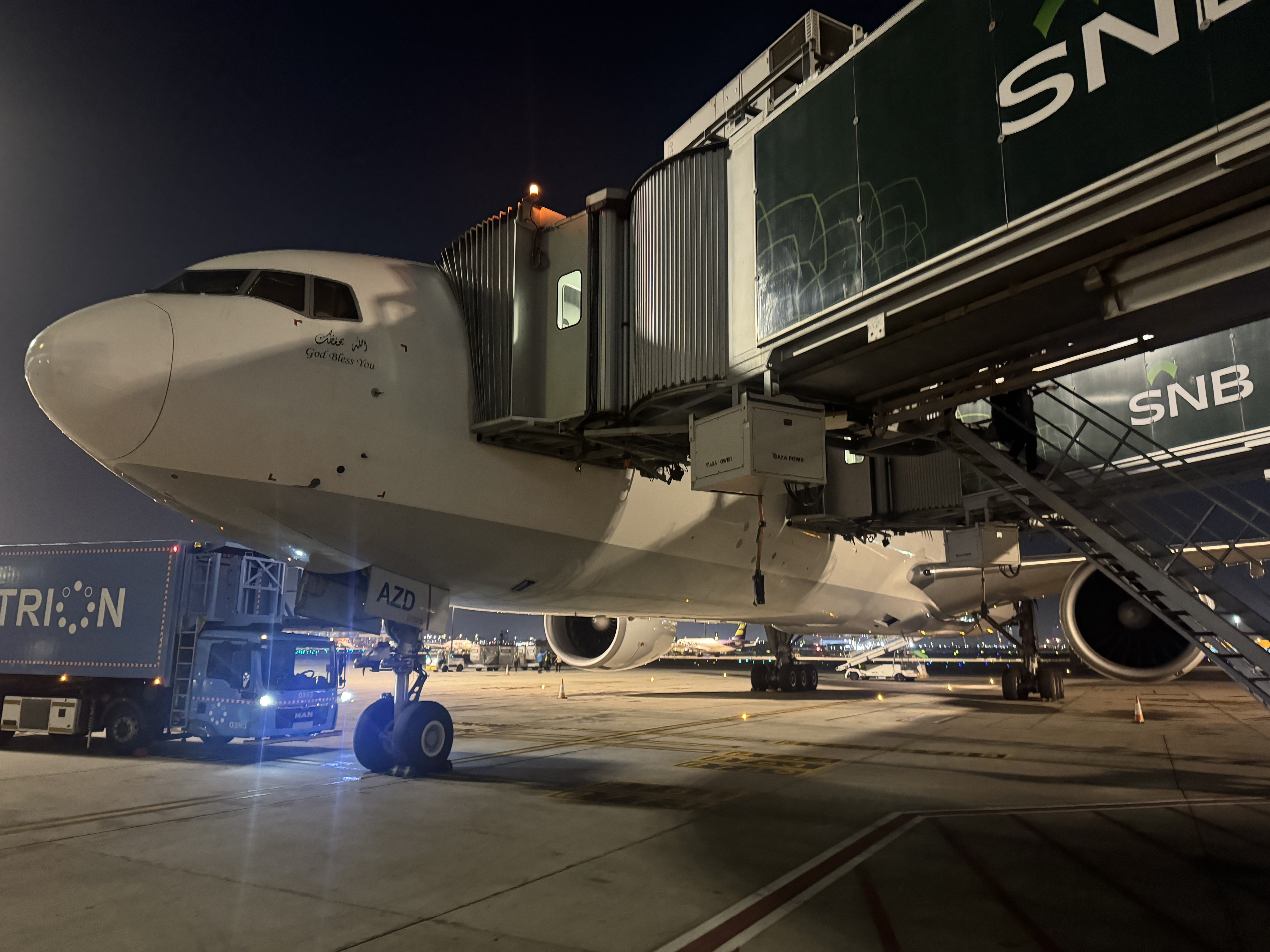
Boeing 777-300ER de Air Atlanta Europe.

La aerolínea original Air Atlanta Europe se fundó en 2002 como una aerolínea con sede en el Reino Unido bajo la misma propiedad que Air Atlanta Icelandic, que operaba principalmente aviones de pasajeros de fuselaje ancho. La aerolínea cesó sus operaciones en 2008.
En 2021, Air Atlanta Europe se restableció en Malta y continúa operando como una compañía hermana de Air Atlanta Icelandic. La aerolínea se centra en brindar servicios ACMI y chárter, manteniendo el legado de la marca Air Atlanta.

## Flota
En febrero de 2025, Air Atlanta Europe operará una flota compuesta por:
- Boeing 747
- Boeing 777-200ER[4]
- Boeing 777-300ER